# Galeotto Roberto Malatesta
Galeotto Roberto Malatesta (3 febbraio 1411 – Santarcangelo di Romagna, 10 ottobre 1432) è stato un condottiero italiano, signore di Rimini.

## Biografia
Galeotto Roberto Malatesta, figlio di Pandolfo, entrato in possesso della signoria di Rimini, dovette lottare contro il vescovo della città, che ne pretendeva il dominio. Il popolo insorse e per mezzo dei suoi ambasciatori ottenne da papa Martino V che ai figli di Pandolfo venisse riconosciuto lo stato. Da ciò i tre fratelli Galeotto Roberto, Domenico e Sigismondo Pandolfo ebbero Bertinoro, Cesena, Fano, Meldola, Rimini, Santarcangelo ed altri feudi.
Giovanni V Malatesta tentò di sollevare il popolo e vi riuscì, ma ben presto fu costretto dal popolo stesso a lasciare la signoria a Galeotto Roberto. Questi dovette lottare a lungo con i Malatesta di Pesaro, ma ne uscì vincitore, poiché tutte le città lo favorirono.
Sposò in prime nozze nel 1423 Carlotta Fortebraccio, figlia del condottiero Braccio da Montone, e successivamente il 26 novembre 1427 Margherita d'Este, da cui ebbe un'unica figlia, Costanza, sposata ad Angelo Farnese (*1432 + 1463) di Ranuccio Farnese il Vecchio e di Agnese Monaldeschi della Cervara, Patrizia di Orvieto.
Nel 1432 ebbe il comando di 200 cavalieri da papa Eugenio IV, ma a luglio abdicò alla signoria e, con il permesso della moglie, divenne terziario e si ritirò in convento. Morì a Santarcangelo il 10 ottobre, all'età di ventun anni.

## Ascendenza
|                            |                       |                                    | Genitori                          |  |  | Nonni |  |  | Bisnonni             |  |  | Trisnonni              |  |
|                            |                       |                                    |                                   |  |  |       |  |  | Pandolfo I Malatesta |  |  | Malatesta da Verucchio |  |
|                            |                       |                                    |                                   |  |  |       |  |  | Pandolfo I Malatesta |  |  | Malatesta da Verucchio |  |
|                            |                       | Margherita Paltenieri di Monselice |                                   |  |  |       |  |  | Pandolfo I Malatesta |  |  |                        |  |
| Galeotto I Malatesta       |                       |                                    |                                   |  |  |       |  |  | Pandolfo I Malatesta |  |  |                        |  |
|                            |                       | Taddea da Rimini                   |                                   |  |  |       |  |  |                      |  |  |                        |  |
|                            |                       |                                    |                                   |  |  |       |  |  |                      |  |  |                        |  |
|                            |                       |                                    |                                   |  |  |       |  |  |                      |  |  |                        |  |
| Pandolfo III Malatesta     |                       |                                    |                                   |  |  |       |  |  |                      |  |  |                        |  |
|                            |                       | Rodolfo II da Varano               | Berardo II da Varano              |  |  |       |  |  |                      |  |  |                        |  |
|                            |                       | Rodolfo II da Varano               | Berardo II da Varano              |  |  |       |  |  |                      |  |  |                        |  |
|                            |                       | Rodolfo II da Varano               | Bellafiore di Gualtiero Brunforte |  |  |       |  |  |                      |  |  |                        |  |
| Gentile da Varano          |                       | Rodolfo II da Varano               |                                   |  |  |       |  |  |                      |  |  |                        |  |
|                            |                       | Camilla Chiavelli                  | Finuccio Chiavelli                |  |  |       |  |  |                      |  |  |                        |  |
|                            |                       | Camilla Chiavelli                  | Finuccio Chiavelli                |  |  |       |  |  |                      |  |  |                        |  |
|                            |                       | Camilla Chiavelli                  |                                   |  |  |       |  |  |                      |  |  |                        |  |
| Galeotto Roberto Malatesta |                       | Camilla Chiavelli                  |                                   |  |  |       |  |  |                      |  |  |                        |  |
|                            | Giovanni da Barignano |                                    |                                   |  |  |       |  |  |                      |  |  |                        |  |
|                            |                       |                                    |                                   |  |  |       |  |  |                      |  |  |                        |  |
|                            |                       |                                    |                                   |  |  |       |  |  |                      |  |  |                        |  |
| Giacomino di Barignano     |                       |                                    |                                   |  |  |       |  |  |                      |  |  |                        |  |
|                            |                       | ...                                |                                   |  |  |       |  |  |                      |  |  |                        |  |
|                            |                       |                                    |                                   |  |  |       |  |  |                      |  |  |                        |  |
|                            |                       |                                    |                                   |  |  |       |  |  |                      |  |  |                        |  |
| Antonia da Barignano       |                       |                                    |                                   |  |  |       |  |  |                      |  |  |                        |  |
|                            |                       | ...                                |                                   |  |  |       |  |  |                      |  |  |                        |  |
|                            |                       |                                    |                                   |  |  |       |  |  |                      |  |  |                        |  |
|                            |                       |                                    |                                   |  |  |       |  |  |                      |  |  |                        |  |
| Giacomina Celeri           |                       |                                    |                                   |  |  |       |  |  |                      |  |  |                        |  |
|                            |                       | ...                                |                                   |  |  |       |  |  |                      |  |  |                        |  |
|                            |                       |                                    |                                   |  |  |       |  |  |                      |  |  |                        |  |
|                            |                       |                                    |                                   |  |  |       |  |  |                      |  |  |                        |  |
|                            |                       |                                    |                                   |  |  |       |  |  |                      |  |  |                        |  |